# Break (film)
Pour les articles homonymes, voir Break.
Pour plus de détails, voir Fiche technique et Distribution.
Break est une comédie dramatique française réalisée par Marc Fouchard, sortie en 2018.

## Synopsis
À la suite d’un grave accident, Lucie craint de voir se briser le rêve de sa vie : devenir danseuse. Elle quitte les beaux quartiers et part en banlieue à la recherche du père qu’elle n’a jamais connu. La jeune femme y croise Vincent, un ex-danseur qui a étrangement sacrifié sa passion. Poussé par Malik (Slimane), son complice de toujours, il accepte de la coacher et lui fait découvrir un nouveau style de danse, le break. Issus de deux mondes différents, Lucie et Vincent vont s’engager dans un duo passionné de danse et de sentiments.

## Fiche technique
- Titre : Break
- Réalisation : Marc Fouchard
- Scénario : Marc Fouchard et François-Régis Jeanne
- Photographie : Maxime Cointe
- Montage : Jean-Christophe Hym et Coban Beutelstetter
- Costumes :
- Décors : Marc Thiébault
- Musique : Rémi Jimenez et Ségolène Dupont
- Producteur : Yves Chanvillard, Frédéric Robbes et Fabrice Bigio
  - Coproducteur : Rémi Jimenez et Ségolène Dupont
- Production : Nynamor Films, Screen Runner et Société nouvelle de distribution
- Distribution : Société nouvelle de distribution
- Pays d’origine :  France
- Genre : comédie dramatique et film de danse
- Durée : 96 minutes
- Dates de sortie :
  -  France : 18 juillet 2018

## Distribution
- Sabrina Ouazani : Lucie
- Kevin Mischel : Vincent
- Hassam Ghancy : Max
- Slimane : Malik
- Maxime Pambet : Julien
- Christophe Reymond : Philippe
- Stella Fenouillet : Marie
- Salomon Azaro : Wiki
- Maadou : un clasheur qui affronte Slimane

## Accueil critique
- Pour Nicolas Didier (Télérama), « Break a le mérite de quitter les beaux quartiers de Paris pour s’intéresser au milieu du hip-hop en banlieue ». Toutefois, ajoute-t-il, « les scènes dansées sont sabotées par le montage, et les dialogues franchement explicatifs tombent à plat »[1].
- Dans L'Express, Christophe Carrière se dit impressionné par les chorégraphies : « Bon, d'accord, d'un point de vue dramaturgique, ce n'est pas d'une folle originalité. Mais, question narration, mise en scène et interprétation, ce n'est pas mal du tout. C'est même assez prenant. Marc Fouchard, dont c'est le premier long-métrage, laisse vivre ce qu'il faut les chorégraphies, toutes impressionnantes et fascinantes »[2].